# 紀元前94年
紀元前94年（きげんぜん94ねん）は、ローマ暦の年である。

## 他の紀年法
- 干支 : 丁亥
- 日本
  - 崇神天皇4年
  - 皇紀567年
- 中国
  - 前漢 : 太始3年
- 朝鮮
  - 檀紀2240年
- 仏滅紀元 : 451年
- ユダヤ暦 : 3667年 - 3668年

## できごと

### アナトリア
- ニコメデス4世が父のニコメデス3世の後を継ぎビテュニアの王になった。

### インド
- サカがインド北部の統治を始めた。

### ローマ
- 執政官 - ガイウス・コエリウス・カルドゥスとルキウス・ドミティウス・アヘノバルブス
- ラテン語の修辞法の学校を開校する最初の試みが失敗した。
- ルキウス・コルネリウス・スッラがプラエトルに選出された。

## 誕生
- 昭帝：漢の皇帝（紀元前74年没）

## 死去
- Bakru II bar Bakru：オスロエネ王国の王